# Stan d’Art
Stan d’Art – polski zespół jazzowy powstały na przełomie 1984 i 1985 w Kielcach. Jego działalność związana była z Kieleckim Klubem Jazzowym oraz z tamtejszym środowiskiem akademickim.
Nazwa zespołu nie odnosi się do często mylnego pojęcia dotyczącego programu bandu, jakoby głównym elementem programu są standardy jazzowe. Nazwa „STAN d'ART” odnosi się, czy też odzwierciedla raczej niejako stan sztuki, stan ducha.
Zespół w pierwszym składzie brał udział w lokalnych imprezach jazzowych a także w imprezach o charakterze konkursowym i w 1985 r. w warszawskim konkursie „Dni Komedy” zdobył główną nagrodę „Jury”. Na początku 1986 r. basista Marek Majewski został zamieniony na gitarzystę Janusza „Janinę” Iwańskiego, muzyka związanego z formacją Tie Break. W maju 1986 r. zespół zostaje zakwalifikowany do Międzynarodowego Konkursu Jazzowego „Jazz nad Odrą”, w którym zdobywa Grand Prix. Jedną z form tej nagrody była rejestracja materiału muzycznego na płycie LP i na początku 1987 r. materiał ten został zarejestrowany w studiu radiowym w Szczecinie przez inż. Bogusława Radziaka. Gościnnie na płycie zagrał skrzypek Henryk Gembalski, który wspierał zespół swoim bogatym doświadczeniem i kilkakrotnie jeszcze (gościnnie) brał udział w koncertach grupy. Stan d’Art dwukrotnie występuje na festiwalu „Jazz Jamboree” (1987 i 1988 r.). W tym czasie zespół dokonuje kolejnych nagrań studyjnych, a muzycy angażują się w produkcje innych formacji m.in. Young Power, Die Sichercheit, Tie Break, Violin Meeting. W dorocznej ankiecie czasopisma Jazz Forum, zespół oraz muzycy zostali wymienieni w czołówce nowych i obiecujących wykonawców. Jesienią 1988 r. opuszcza zespół Janusz Iwański, Dariusz Galon i Andrzej Chochół. W tej sytuacji Stan d’Art zawiesił działalność. Grupa sporadycznie występowała na imprezach jazzowych a w jej składzie oprócz sekcji rytmicznej związanej od początku z zespołem (Chochół, Dziarek, Zych), grywali muzycy z lokalnego środowiska lub artyści zaprzyjaźnieni z zespołem m.in. Aleksander Korecki, Tomasz Butryn, Wojciech Tramowski i Marcin Ślusarczyk. Obecnie zespół po raz kolejny wznowił działalność grając całkowicie nowy, oparty na współczesnych dokonaniach muzycznych repertuar.

## Pierwszy skład
- Włodzimierz Kiniorski – saksofony
- Dariusz Galon – skrzypce
- Andrzej Chochół – gitara
- Marian Zych – gitara basowa
- Marek Majewski – gitara basowa
- Leszek Dziarek – perkusja

## Dyskografia
- Undergrajdoł (1987, LP Polskie Nagrania)